# Surprise Surprise (album)
Surprise Surprise is de naam van het vierde album van de IJslandse funk-/fusion-band Mezzoforte uit 1982.

## Algemene informatie
Het album is opgenomen in de PRT Studios in Londen in juli/augustus 1982 en is geproduceerd door Geoff Calver. Onder de titel Mezzoforte 4 werd het album in 1982 alleen in IJsland uitgebracht met een blauwe cover en een andere voorplaat. De tracks, alle instrumentale nummers, af en toe voorzien van achtergrondzang, waren dan ook alleen voorzien van IJslandse titels. Voor de internationale markt werd het album onder de titel Surprise Surprise uitgegeven en werd de zwarte cover van hun vorige album Thvilikt og annad eins gebruikt. De tracks waren in dit geval voorzien van Engelse titels. In 1993 volgde er een release op cd met precies dezelfde cover. In 1996 werden enkele albums, waaronder ook Surprise Surprise opnieuw op cd uitgegeven in een digitaal geremasterde uitgave, alle voorzien van een universele cover-lay-out. Bepaalde tracks van dit album worden ook gebruikt als filler/achtergrondmuziek bij televisieprogramma's.

## Garden Party
Een van de tracks op het album Garden Party werd een grote hit. In Nederland bereikte dit nummer in de Nederlandse Top 40 de tiende plaats. Van dit nummer zouden nog enkele bewerkte versies volgen die op diverse verzamelalbums van Mezzoforte zouden verschijnen. Op dit album lopen de eerste twee tracks Surprise en Garden Party in elkaar over.

## Tracks
1. "Fyrsta paragraf (a)"/Surprise Eyþór Gunnarsson - 1:25
2. "Sprett úr spori"/Garden Party Eyþór Gunnarsson - 6:00
3. "Spáðu í skýin"/Gazing at the Clouds Kristinn Svavarsson - 6:30
4. "Undur vorsins"/Early Autumn Friðrik Karlsson - 6:17
5. "Fjörkálfur"/Action Man Eyþór Gunnarsson - 4:58
6. "Fönksvíta nr. 1 fyrir trommur og hljómsveit"/Funk Suite No.1 Mezzoforte - 5:49
7. "Rólegur Jakob"/Easy Jack Friðrik Karlsson - 4:45
8. "Fusion Blues"/Fusion Blues Friðrik Karlsson - 5:40
9. "Tilhugalíf í gamla bænum"/The Old Neighborhood Friðrik Karlsson - 5:32
10. "Fyrsta paragraf (b)"/Surprise Reprise Eyþór Gunnarsson - 0:50

## Bezetting

### Vaste bandleden
- Friðrik Karlsson - gitaar
- Eyþór Gunnarsson - toetsen
- Jóhann Ásmundsson - basgitaar
- Gulli Briem - drums, percussie
- Kristinn Svavarsson - saxofoon

### Gastmuzikanten
- Chris Cameron - zang
- Steve Dawson - bugel
- Erikur Ingolfsson - percussie
- Louis Jardim - percussie
- Shady Owens - zang
- Winston Sela - OBX synthesizer

### Hoornsectie
- Chris Hunter - trompet
- Bill Eldridge - saxofoon
- Martin Dobson - saxofoon
- Stuart Brooks - trompet

## Tunes en fillers in radio- en televisieprogramma's
- Funk Suite No.1 (filler in Breekijzer, televisie)
- diverse tracks uit het album Surprise surprise (fillers in VARA's Wereldwijs, televisie)